# Moc enzymatyczna podpuszczki
Moc enzymatyczna podpuszczki – jedna z miar oceny jakości podpuszczki. 
Wyraża się liczbą gramów mleka, jaką ścina jeden gram suchego preparatu podpuszczkowego lub 1 cm³ roztworu podpuszczki w temperaturze 35°C w przeciągu 40 minut. Jako wzorca używa się najczęściej wystandaryzowaną podpuszczkę w proszku o mocy 1:100.000 lub standardowy roztwór glicerynowy podpuszczki.